# Timrå landskommun
Timrå landskommun var en tidigare kommun i Västernorrlands län.

## Administrativ historik
Timrå landskommun inrättades den 1 januari 1863 i Timrå socken i Medelpad  när 1862 års kommunalförordningar trädde i kraft. Den 23 maj 1935 inrättades i kommunen Vivsta-Näs municipalsamhälle.
Den 1 januari 1947 blev Timrå köping och landskommunen som helhet ombildades därmed till Timrå köping, samtidigt som municipalsamhället upplöstes. Sedan 1971 tillhör området den nuvarande Timrå kommun.

## Kommunvapen
Timrå landskommun förde inte något vapen.

## Politik

### Mandatfördelning i valen 1938-1942
|  | 23 | 3 |  | 2 |

| 30 |

| 3 | 23 | 3 |  |

| 28 |

### Fotnoter
1. ↑  Per Andersson: Sveriges kommunindelning 1863-1993, Draking, Mjölby 1993, ISBN 91-87784-05-X, s. 92